# Muralles de Constantinoble

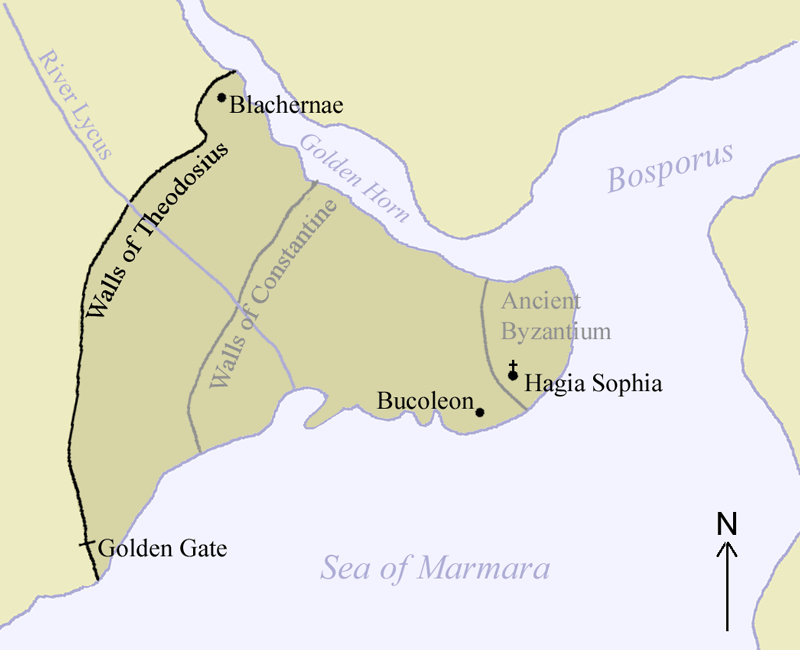
Mapa de les muralles

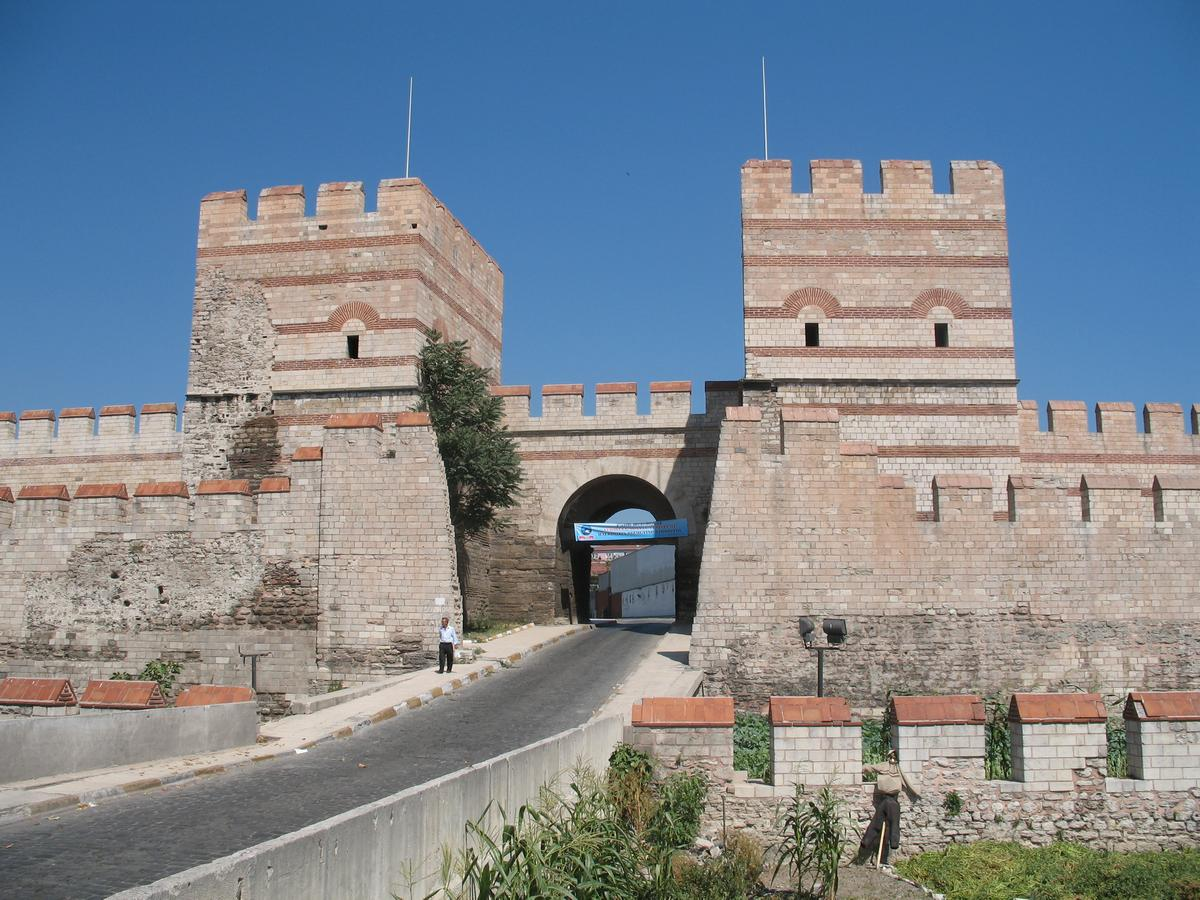
La porta de Belgrad

Les muralles de Constantinoble són les muralles que defensaren Constantinoble durant més de mil anys. Té més de 6,5 km i va del mar de Màrmara al Corn d'Or. Està construïda a base de fileres de maons vermells que alternen amb blocs de gres.
Les muralles teodosianes, amb 11 portes i 92 torres, són una llarga cadena de doble muralla.
Els murs originals de la ciutat antiga de Bizanci van ser construïts al segle vii aC en el moment de la fundació de la ciutat per colons megaris. En aquest temps, la ciutat consistia en una acròpolis i alguns habitatges. La colònia va ser relativament poc important durant el període romà, però Septimi Sever va construir noves muralles durant el seu regnat per tal d'estendre la ciutat. Quan Constantí I el Gran va desplaçar la capital de l'Imperi Romà a Bizanci, va estendre encara més sensiblement la superfície de la ciutat per nous murs que es trobaven sobre una línia que anava del barri Samatya al de Fatih de l'actual Istanbul.

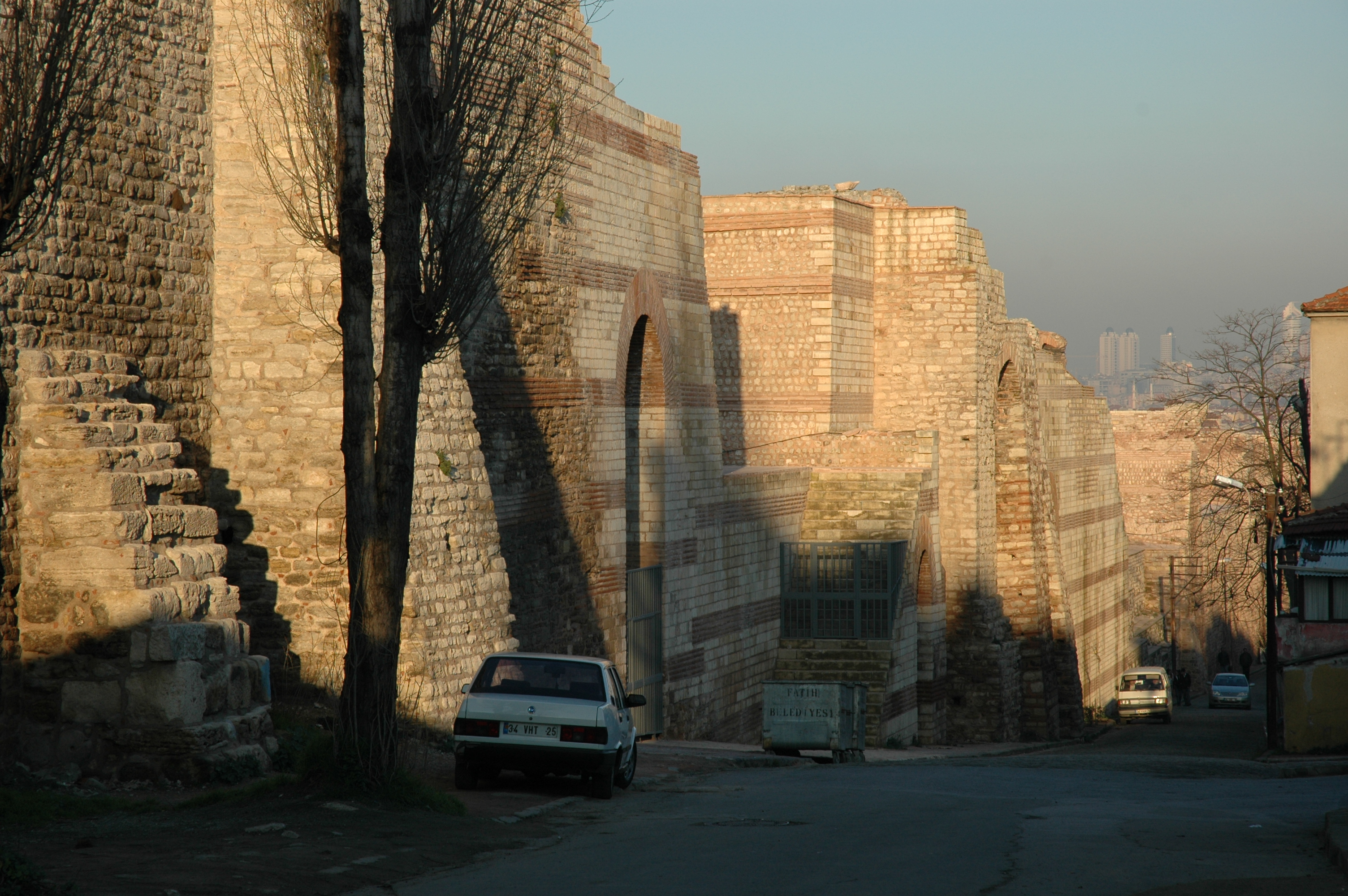
Fragment de les muralles sense restaurar prop del palau del Porfirogènit

Les que han perdurat, es va construir entre els anys 412 i 422 durant el regnat de Teodosi II (408-450). El 447, un terratrèmol la deixà molt malmesa destruint 54 torres. Fou reconstruïda immediatament per Flavi Constantí davant l'amenaça de l'avanç d'Àtila al capdavant dels huns i ampliada després del setge dels àvars en 627. Posteriorment les muralles van suportar els setges dels àrabs, búlgars, russos i turcs. Els potents exèrcits de la Quarta Croada (1201-1204) van trencar la defensa de la ciutat pel flanc del Corn d'Or, ja que les muralles interiors resultaren infranquejables.
Mehmet el Conqueridor va dirigir els seus canons més potents contra la porta de Sant Romà i la de Carsio aconseguint obrir una escletxa el maig del 1453. Els successius soldans van mantenir les muralles en bon estat fins al segle xvii.
Recentment s'han reconstruït grans trossos de la muralla, especialment la porta de Belgrad. Els experts han criticat la restauració per la utilització de materials moderns de construcció. Tanmateix, les obres han servit per fer-se una idea més clara de l'aspecte inicial de les muralles.